# Ян, Эндрю
Эндрю Ян (англ. Andrew Yang, кит. 楊安澤; род. 13 января 1975, Манхэттен, Нью-Йорк) — американский предприниматель, филантроп и политик.

## Биография
Родился 13 января 1975 года в семье иммигрантов с Тайваня в Нью-Йорке. Отец Эндрю Яна работал на IBM, получив за время своей карьеры 60 патентов на изобретения, мать являлась системным администратором в университете. Окончил Брауновский университет, где изучал экономику и политологию, а также школу права Колумбийского университета. Занимал пост главного исполнительного директора компании Manhattan Prep, занимавшейся разработкой ресурсов для подготовки учащихся к тестированию, которую в 2009 году приобрела корпорация Kaplan, Inc..
Являлся соучредителем интернет-компании, входил в руководство стартапа, занятого разработкой программного обеспечения в области здравоохранения. Наиболее известен как учредитель и президент некоммерческой организации Venture for America, учреждённой в 2011 году. В основе её деятельности лежит осуществление программы обучения для выпускников колледжей с целью приобретения необходимых навыков для работы в стартапах и создания новых рабочих мест в экономически депрессивных городах США. За эту деятельность удостоен в 2011 году премии президента США Champions of Change.

### Президентская кампания 2020 года
6 ноября 2017 года подал заявление в Федеральную избирательную комиссию США о вступлении в борьбу за выдвижение его кандидатуры от Демократической партии на президентских выборах 2020 года. В основу своей социально-экономической программы положил введение в США безусловного базового дохода на уровне 1000 долларов в месяц для каждого гражданина в возрасте от 18 лет. Финансирование программы предполагается за счёт доходов от нового налога на добавленную стоимость (по мнению Эндрю Яна, НДС на уровне вдвое ниже европейского полностью обеспечит поступление необходимых средств).
11 февраля 2020 года Ян приостановил свою президентскую кампанию, признав отсутствие у него шансов на победу.

### Выборы мэра Нью-Йорка в 2021 году
В январе 2021 года Эндрю Ян объявил о вступлении в борьбу за выдвижение его кандидатуры от демократов на выборах мэра Нью-Йорка. К концу марта он, согласно опросам общественного мнения, лидировал за три месяца до праймериз с 16 % поддержки.
22 июня 2021 года состоялись праймериз, и Ян признал поражение ещё до завершения подсчёта бюллетеней.

### Партия «Вперёд»
27 июля 2022 года объявлено о создании бывшими республиканцами и демократами новой партии «Вперёд» с целью сделать её третьей общенациональной партией в США. Первыми сопредседателями партии стали Эндрю Ян и Кристина Тодд Уитман, бывший республиканский губернатор Нью-Джерси.